# Пейтън Раус
Франсис Пейтън Раус (член на Британското кралско научно дружество) (5 октомври 1879 – 16 февруари 1970) е американски вирусолог, носител на Нобелова награда за физиология или медицина за 1966 г.

## Биография
Роден е в Балтимор, щата Мериленд през 1879 г. Получава бакалавърска и магистърска степен от университета „Джонс Хопкинс“.
Раус участва в откриването на ролята на вирусите в предаването на някои видове рак. Като патолог през 1911 г. наблюдава, че злокачествен тумор (по-специално саркома) отглеждан по домашно пиле може да се прехвърли към друга птица чрез просто излагане на здравата птица на безклетъчен филтрат. Тази констатация, че ракът може да се предава от вирус (сега известна като саркомен вирус на Роус, ретровирус), е широко подложен на недоверие от повечето от експерти в областта по това време. Тъй като той е сравнително млад учен, минават няколко години преди някой дори се опита да възпроизведе резултатите. Въпреки това, няколко влиятелни изследователи са впечатлени достатъчно, за да го номинират пред Нобеловия комитет още през 1926 г. (и в много от следващите години, докато най-накрая той получава наградата, 40 години по-късно; това може да бъде рекордна за времето между откриването и Нобеловата награда).